# Жалпаккум
Жалпакку́м (каз. Жалпаққұм) — село у складі Жетисайського району Туркестанської області Казахстану. Входить до складу Кизилкумський сільського округу.
У радянські часи село було частиною села Отділення № 1 совхоза імені ХХ Партз'їзду, до 2008 року — Комсомол.
Населення — 376 осіб (2021; 365 у 2009, 291 у 1999, 13 у 1989).